# ヨーネ菌
ヨーネ菌（ヨーネきん、Mycobacterium avium subspecies paratuberculosis）とはマイコバクテリウム属に属する偏性病原性真正細菌の一亜種。ヨーネ菌はMap、M. paratuberculosis、M. avium sub. paratuberculosisとも表記される。標準株はATCC 19698 (equivalent to CIP 103963 or DSM 44133)。

## 病態生理学
ヨーネ菌はウシや他の反芻動物にヨーネ病を引き起こす。また、ヨーネ菌感染成立後の免疫反応がヒトのクローン病の原因であることが示唆されているが、この説には議論がある。